# Louis Bancel
Louis Bancel (Saint-Julien-Molin-Molette, 1926 - 1978) fue un escultor francés, padre del historiador de arte francés Nicolas Bancel (1965).

## Datos biográficos

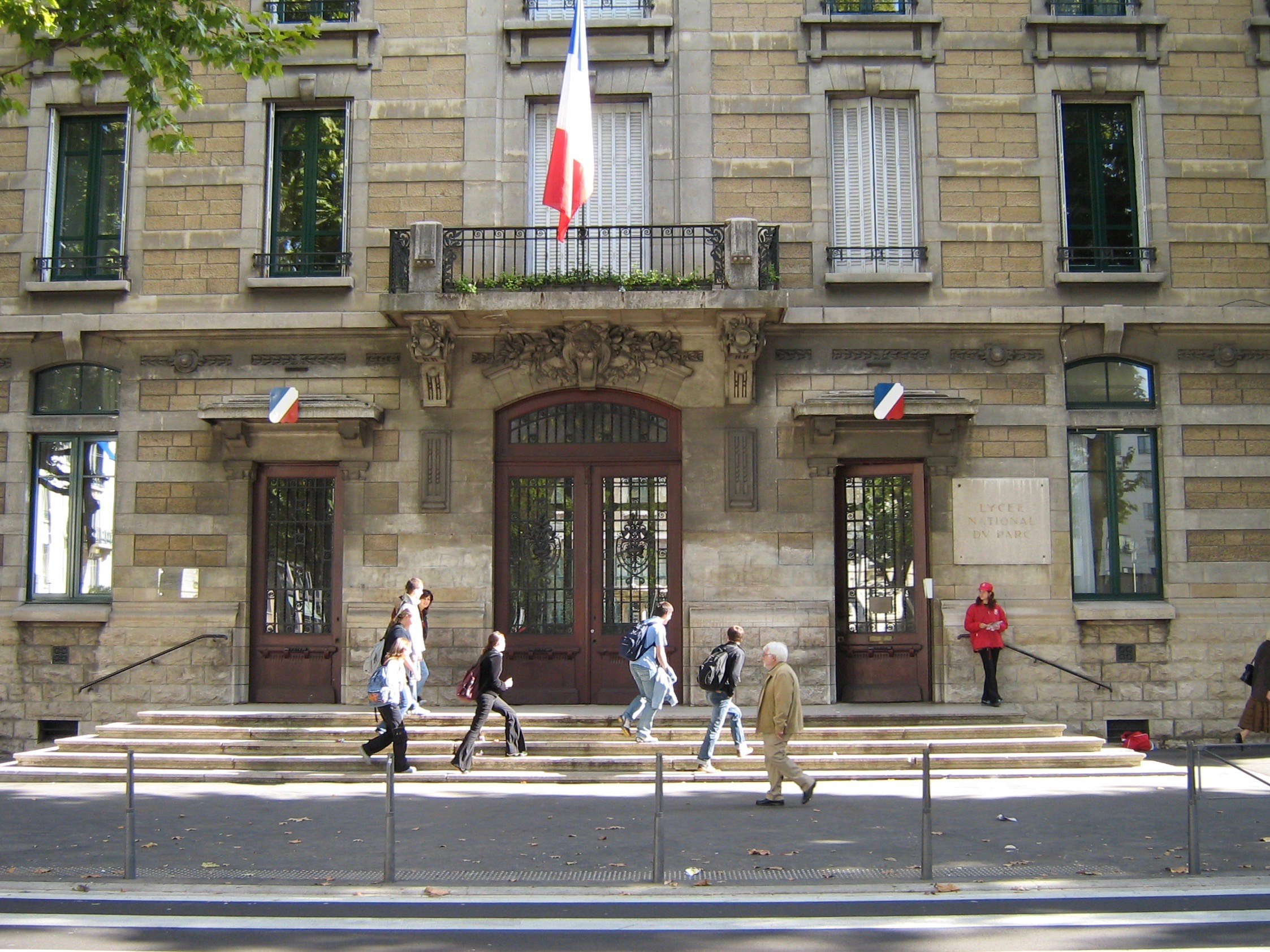
Fachada del Liceo du Parc en Lyon

Bachiller precoz, comenzó sus estudios superiores en matemáticas en Liceo du Parc de Lyon (en francés: Lycée du Parc), pero abandona la escuela antes de cumplir los diecisiete años para unirse a la resistencia francesa.
Tras la liberación, la experiencia de la guerra y el descubrimiento de la historia del arte le llevó a cambiar de intereses. Después de 3 años de aprendizaje con el escultor lionés Lucien Descombe se trasladó a París en 1948.

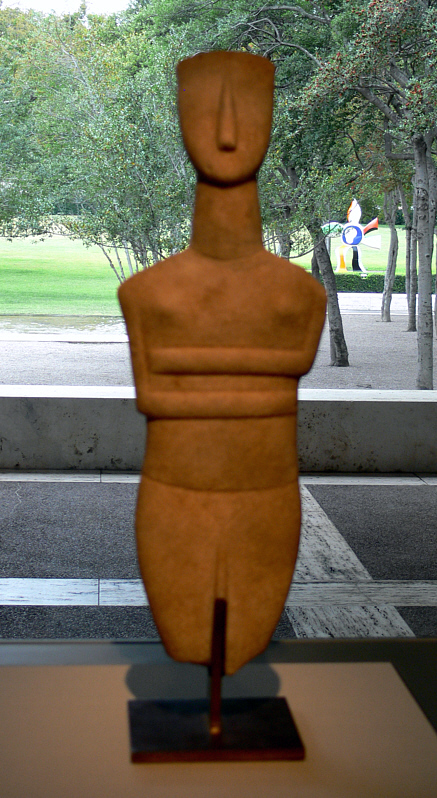
Escultura de las Cícladas.

Siguiendo no solamente las influencias de modernos como Picasso, Matisse y Laurens, sino también las esculturas primitivas de las Cícladas , Bancel evolucionó gradualmente hacia las formas más puras y simples posibles. 

## El monumento a los deportados de Buchenwald
A través de su amigo el pintor Boris Taslitzky (1911–2005) , Louis Bancel fue contactado en 1957 por la asociación de deportados de Buchenwald-Dora. Realizó entonces el monumento a las víctimas del campo, que se inauguró el 5 de abril de 1964.
La escultura monumental de bronce se encuentra ahora en el cementerio del Père-Lachaise, en la sección 97 dedicada a las víctimas de la Segunda Guerra Mundial.  Se apoya en una losa de granito del arquitecto M. Romer (él mismo deportado) grabada con un texto de Louis Aragon :

« Qu'à jamais ceci montre comme l'Homme dut tomber 

Et comment le courage et le dévouement 

Lui conservent son nom d'Homme. »

## Otras obras
Entre las  obras de Louis Bancel se incluyen las siguientes:
- Estatua de Diderot, escuela Denis Diderot, Montreuil.
- Ronde d'enfants -Círculo de niños, grupo escolar Jacques Decour, Le Blanc-Mesnil.[1]
- Deux Enfants- Dos niños, Collège du Pilat, Bourg-Argental.